# União das Freguesias de Arcos de Valdevez (São Paio) e Giela
Die União das Freguesias de Arcos de Valdevez (São Paio) e Giela ist eine portugiesische Gemeinde (portugiesisch Freguesia) im Kreis (portugiesisch Concelho) Arcos de Valdevez im Nordwesten Portugals.

## Geschichte
Die Gemeinde entstand im Zuge der Gebietsreform vom 29. September 2013 durch die Zusammenlegung der ehemaligen Gemeinden São Paio und Giela. São Paio wurde Sitz der neuen Verwaltung.

## Demographie
| Freguesia | Freguesia                            | Freguesia | Freguesia       | ehemalige Freguesias | ehemalige Freguesias | ehemalige Freguesias | ehemalige Freguesias |
| --------- | ------------------------------------ | --------- | --------------- | -------------------- | -------------------- | -------------------- | -------------------- |
| Wappen    | Freguesia                            | Einwohner | Fläche in (km²) | Wappen               | Freguesia            | Einwohner            | Fläche in (km²)      |
|           | Arcos de Valdevez (São Paio) e Giela | 1676      | 5,52            |                      | São Paio             | 1143                 | 3,55                 |
|           | Arcos de Valdevez (São Paio) e Giela | 1676      | 5,52            | Giela                | 514                  | 1,97                 |                      |